# 寧夏夜市
25°03′19″N 121°30′54″E / 25.0553758°N 121.5150976°E

寧夏夜市

寧夏夜市

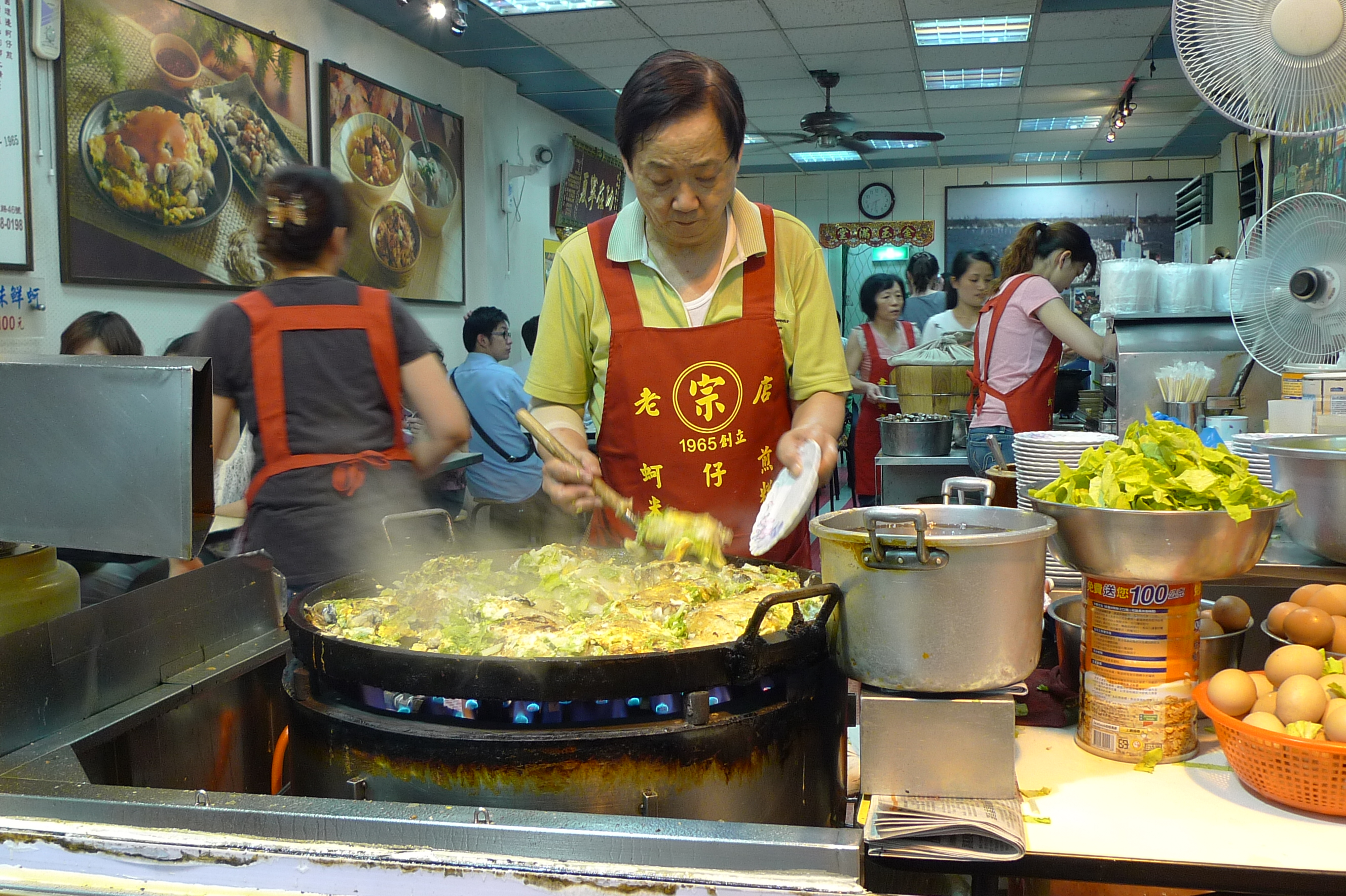
寧夏夜市

寧夏路夜市，簡稱寧夏夜市，是位於台北市大同區寧夏路的夜市景點。
2015年，台北市政府舉辦「臺北夜市之最」網路投票，寧夏夜市於夜市主題中奪得「最好逛夜市」、「最美味夜市」、「最有魅力夜市」、「最環保夜市」及「最友善夜市」冠軍。 

## 週邊
- 建成圓環 - 曾為臺北的標誌景點之一，2016年11月24日拆除建物，圓環主體則予以綠化做為廣場供市民休憩之用。
- 臺北市大同區蓬萊國民小學
- 雙連市場

## 争议
2024年1月15日，寧夏夜市在Facebook粉絲專頁發文宣布25日將舉辦「科目三舞蹈競賽」，相关消息传出后即被网民批评「舞統台灣」。对此，寧夏夜市觀光協會表示，「科目三」舞蹈比賽仍會舉辦，但對造成各界困擾表達歉意，强调舉辦「科目三」活動原意是想透過音樂、舞蹈、美食，以健康、有趣方式吸引年輕人目光，並拉近與年輕人距離。宁夏夜市观光协会总干事黄大昌表示，举办“科目三”舞蹈比赛原本的用意只是“想要热闹一下”。台北市长蒋万安对此表示，如果一首歌就能够“舞统台湾”，那台湾流行文化早已“统一对岸”，希望大家对自己的多元化能够有信心。

## 外部連結
- 寧夏夜市官方網站 （页面存档备份，存于）
- 寧夏觀光夜市的Facebook專頁
- 寧夏觀光夜市  臺北旅遊網 （页面存档备份，存于）
- 臺北市市場處機關入口網-攤販集中場-寧夏路攤販集中場（寧夏路觀光夜市，俗稱寧夏夜市） （页面存档备份，存于）
- 寧夏夜市美食。台北最美味夜市專輯 （页面存档备份，存于）